# Barraca del Dijous
La barraca del Dijous és una barraca de la Selva de Mar (Alt Empordà) inclosa a l'Inventari del Patrimoni Arquitectònic de Catalunya. Està situada al nord del nucli urbà de la població de la Selva i a la part inferior del vessant sud del puig Dijous. Es troba integrada dins d'una feixa que delimita la pista forestal de circumval·lació que s'obrí a la Selva de Mar.

## Descripció
Es tracta d'una barraca de planta més o menys rectangular, bastida amb la tècnica de la pedra seca i integrada dins d'una llarga feixa. La barraca en si és de dimensions reduïdes, aproximadament uns dos metres quadrats. La construcció està feta amb pedra de diverses mides i, en una de les cantonades, lloses de mida més gran. Presenta una porta d'accés rectangular amb llinda monolítica, damunt la qual hi ha una altra llosa plana. La cambra interior és circular, coberta amb una falsa cúpula bastida amb lloses i conserva les restes d'un banc corregut adossat a la paret.

## Història
L'origen històric de les barraques de pedra seca es remunta a èpoques ancestrals, no ben definides, i tradicionalment s'ha dividit funcionalment entre cabanes de pastors i cabanes de vinya i olivars. Al Cap de Creus hom pot generalitzar que les cabanes de vinya van lligades al moment àlgid de l'explotació agrícola, especialment la vinícola a partir dels segles xviii i xix. El conreu de vinyes va ser impulsat pel monestir de Sant Pere de Rodes, propietari d'una bona part de les terres que formen el Cap de Creus.
A partir de 1865 quan la fil·loxera començar a afectar greument a les vinyes franceses, el conreu de la vinya empordanesa es veu afavorit incrementant les seves explotacions, principalment cap a Gènova i Roma. Aquest auge va davallar amb la introducció de la fil·loxera al país cap al 1865, fent estralls en l'economia empordanesa i provocant una gran crisi en el sector, continuada de diferents migracions cap a, principalment, Cuba i Argentina. És a partir d'aquest moment en què, hom pot parlar que el conreu de vinyes passa a ser una activitat econòmica secundària i complementària a la pesca, l'horticultura o el conreu de les oliveres.
La funció bàsica de les cabanes de pedra seca era tant l'aixopluc en moments de mal temps, com a magatzem per guardar les eines de treball. A l'Empordà, les barraques de pedra seca es troben en diversos sectors, però es poden agrupar en tres principals: el format per l'Albera i el Cap de Creus, on destaca la construcció emprant llicorella; un altre que abastaria el massís del Montgrí, de substrat calcari; i l'últim format pel paratge de la Garriga i per la serra dels Tramonts, també calcari.